# 青木勝治
青木 勝治（あおき かつじ、1940年1月1日 - 2011年10月25日 ）は、日本の弁護士（登録番号：14642、横浜弁護士会）。いちょう総合法律事務所所属だった。
神奈川県横浜市出身。上智大学法学部卒、上智大学大学院法学研究科修了。32歳の時に司法試験に合格し、1975年、弁護士として開業した。

## 人物
- 交通事故・債権回収・医療過誤を専門とする。著書『交通事故とPTSD』では、「1998年6月、横浜地方裁判所で日本初のPTSDの認容判決を獲得した」と主張。
- 後述の問題により、横浜弁護士会から1994年、2004年、2010年と懲戒処分を受けている。
- 1989年と1990年に、進歩党から国政選挙に2度立候補し、いずれも落選する。

## 来歴
- 1940年 神奈川県横浜市にて出生。
- 1964年 上智大学法学部卒業、農林漁業金融公庫に就職。
- 1966年 農林漁業金融公庫を退職、上智大学大学院法学研究科に入学。
- 1972年 32歳で司法試験合格。
- 1975年 横浜で弁護士を開業。
- 1989年 進歩党から参議院議員選挙比例区名簿単独1位候補として出馬し、落選。
- 1990年 進歩党から衆議院議員選挙に旧神奈川4区候補として出馬し、落選。
- 1992年 1989年の参議院議員選挙の比例区名簿登載順位をめぐる進歩党の金銭疑惑に関し、党内の会議で事実を明らかにする。党は1993年に解散。
- 1994年 「弁護士会に無断で、自己の利益のために3件の不動産取引に関与した」として、横浜弁護士会から業務停止2ヶ月の懲戒処分を受ける。
- 2004年 「債権取り立てに絡む依頼を受けた女性を夕食に誘い、ドライブに連れ出した車内で自らの性的能力や相談相手と関係を持ったことなどの性的な会話をし、ホテルの敷地内の駐車場に車を止めるなど、不安感と不快感を女性に抱かせた」として、横浜弁護士会から業務停止3ヶ月の懲戒処分を受ける。
- 2010年 原告側の弁護を担当した横浜母子3人死傷事故をめぐる損害賠償訴訟で、「当初550万円としていた賠償請求額を一方的に1億6550万円に増額し、これに伴う報酬の変動についても原告に説明せず、いきなり2000万円以上という高額報酬（最高裁判所で確定した賠償額は、当初の請求額である550万円）を原告に要求した」として、横浜弁護士会から業務停止6ヶ月の懲戒処分を受ける。
- 2011年10月25日、71歳で死去。いちょう総合法律事務所は袴田安則弁護士が継ぐ。

## 書籍
- 『交通事故とPTSD』（2000年、文芸社刊）